# Nonn
Nonn est un village de la Région du Littoral du Cameroun, situé dans la commune de Ndom. 

## Population et développement
En 1967, la population de Nonn était de 93 habitants, essentiellement des Babimbi du peuple Bassa. La population de Nonn était de 110 habitants dont 59 hommes et 51 femmes, lors du recensement de 2005.  